# おやすみワイドショー 見逃しチャンネル
『おやすみワイドショー 見逃しチャンネル』（おやすみワイドショー みのがしチャンネル）とは、2011年4月8日から2013年3月22日までテレビ朝日で放送されていた番宣中心の情報バラエティ番組である。放送時間は金曜 26:20 - 26:50 （日本標準時）、『朝まで生テレビ!』の放送がある毎月最終金曜には放送を休止。

## 出演者

### 着ぐるみキャラクター
- ゴーちゃん。（テレビ朝日マスコットキャラクター） - メインMC。
- ロボット
- ブタ
- ウサギ
- トラ

### もぎたて情報フラッシュ担当者
- 宇佐美佑果（テレビ朝日アナウンサー）
- 久冨慶子（テレビ朝日アナウンサー）

## 放送内容

### 前半
番組前半では、その週にテレビ朝日で放送されたテレビドラマやバラエティ番組の内容をダイジェストで紹介。次回予告や新ドラマの出演者へのインタビューVTRも放送していた。進行はブタ、ウサギ、トラの各着ぐるみキャラクターが持ち回りで担当。

### 後半
番組後半では「テレビ朝日新人アナウンサー宇佐美佑果／久冨慶子のもぎたて情報フラッシュ」と題し、宇佐と久冨が隔週交替で今後の見逃せないイベントなどを紹介。このコーナーは別スタジオからの中継という形で行われ、着ぐるみキャラクターとアナウンサーによるトークも行われていた。スタジオでの進行役はゴーちゃん。とロボットが務めていたが、ゴーちゃん。は「ゴーゴー、ブイブイ」としか発声できないため、実質的な進行役はロボットのみである。

### エンディング
エンディングでは、ゴーちゃん。のアニメーションとともにテレビ朝日アスクに通うアナウンサーの卵1人を「ゴーゴー未来の星」として紹介。最後に次回予告を簡単に済ませて終了。

## スタジオ
『情報満載ライブショー モーニングバード!』のスタジオを借りて行われていた。「もぎたて情報フラッシュ」のコーナーではスタジオ中央のスクリーンを使用し、中継の形で行われていた。

## 番組の終了
番組は2013年3月22日放送分をもって終了。同年4月5日からは替わって『ゴーちゃん。GIRL'S TV』が放送されており、ゴーちゃん。、宇佐美、久冨は引き続き同番組にも出演している。